# Utz-Jürgen Müller
Utz-Jürgen Müller (* 1. Juli 1936 in Berlin) ist ein deutscher Gebrauchsgrafiker.

## Leben und Werk
Müller absolvierte von 1951 bis 1954 eine Lehre als Schriftsetzer und studierte dann bis 1958 Buchgrafik an der Fachschule für Werbung und Gestaltung Berlin-Oberschöneweide (FSWG). Anschließend leistete er Wehrdienst in der NVA. 1962/1963 war er künstlerischer Leiter des Verlags Kultur und Fortschritt. Von 1961 bis 1969 war er an der FSWG in der Lehre tätig, ab 1968 als Dozent. Danach arbeitete er in Berlin als freischaffender Gebrauchsgrafiker. Er entwarf insbesondere Plakate, Platten-Cover, Kataloge, Logos und visuelle Informationssysteme. U. a. war er Leiter der Arbeitsgruppe zur Konzeption für ein einheitliches Informationssystem des (Ost-)Berliner öffentlichen Nahverkehrs. Von 1958 bis 1980 schuf er das TV-Design für den Deutschen Fernsehfunk.
Nach der deutschen Wiedervereinigung machte er Layouts für die Zeitschriften Constructiv, Tacheles, Umwelt und Du und Dein Garten.
Müller war bis 1990 Mitglied des Verbands Bildender Künstler der DDR und leitete von 1981 bis 1989 dessen Zentrale Arbeitsgruppe „Marke“. Er hatte in der DDR und in Brno, Budapest, München, Paris, Prag, Sofia und Warschau Einzelausstellungen und Ausstellungsbeteiligungen. 1986 nahm er am Wettbewerb für ein neues Logo der Mailänder Messe Fiera Milano teil und wurde dabei ehrend erwähnt.
Von 1990 bis 1992 war er Creative Director einer neu entstandenen Berliner Werbe- und Marketing-Agentur.

## Ehrungen
- 1963: Ehrung im Wettbewerb Schönste Bücher der DDR
- 1966, 1967, 1968 und 1972: Ehrungen im Wettbewerb Die 100 Besten Plakate des Jahres
- 1983: Ehrung im Wettbewerb Beste Verpackung der DDR
- 1986: Goethe-Preis der Stadt Berlin

## Teilnahme an zentralen und wichtigen regionalen Ausstellungen in der DDR
- 1962 bis 1988: Dresden, Fünfte Deutsche Kunstausstellung bis X. Kunstausstellung der DDR
- 1965: Berlin, Deutsche Akademie der Künste („Junge Künstler. Gebrauchsgraphik“)
- 1970: Berlin, Altes Museum („Im Geiste Lenins“)
- 1976, 1979, 1982 und 1986: Berlin, Bezirkskunstausstellungen
- 1979: Berlin, Altes Museum („Weggefährten – Zeitgenossen. Bildende Kunst aus 3 Jahrzehnten “)
- 1985: Berlin, Berliner Stadtbibliothek („Marken und Zeichen aus der DDR“)